# Apis mellifera rodopica
Apis mellifera rodopica este o subspecie a albinei melifere europene (Apis mellifera). Este sinonimă cu Apis mellifera macedonica.